# Cenni biografici del maestro di musica Giuseppe Verdi

Les Cenni biografici del maestro di musica Giuseppe Verdi (Aperçu biographique du maître de musique Giuseppe Verdi) sont la première biographie consacrée au compositeur d'opéras italien de la période romantique Giuseppe Verdi, rédigée en 1853 par Giuseppe Demaldè, ami d'enfance du compositeur.
Destinés au périodique milanais Il fuggilozio de Carlo Viviani, les Cenni biografici ne furent publiés qu'en partie et en trois épisodes par le journal, dans les numéros 1 du 2 janvier, 6 du 31 janvier et 9 du 28 mars 1857,. L'ensemble demeura inédit jusqu'à la publication intégrale de sa traduction en anglais par Mary Jane Phillips-Matz et Gino Macchidani en trois parties dans les numéros 1 de mai 1976, 2 de décembre 1976 et 3 de juin 1977 de la Verdi Newsletter de l'American Institute for Verdi Studies,.
Le manuscrit est conservé par la bibliothèque du Mont de Piété de Busseto dont Giuseppe Demaldè fut le trésorier.